# 床田寛樹
床田 寛樹（とこだ ひろき、1995年3月1日 - ）は、兵庫県尼崎市出身のプロ野球選手（投手）。左投左打。広島東洋カープ所属。

## 経歴

### プロ入り前
小学校1年から兵庫県の園田南キッドで野球を始め、中学（尼崎市立園田中学校）時代は兵庫スターズ（ボーイズリーグ）に所属した。
高校時代は大阪府箕面市の箕面学園高等学校にて1年秋からベンチ入りし、2年春の大阪大会でベスト16入り、2年夏予選からエースとしてチームを牽引、3年夏の大会は2回戦・大阪園芸高校戦で13奪三振5安打無四球完封勝利したが、3回戦で豊中高校に3-4でサヨナラ負け。
中部学院大学では、入学当初は130km/h程度だった球速が140km/h台になり、2年秋に先発2番手の座を掴み、同年の明治神宮野球大会では後に横浜DeNAに入団する駒澤大学の今永昇太と投げ合う。3年秋途中からは副主将を務め、大学公式戦で通算27勝（リーグ戦21勝）、岐阜県学生リーグでベストナイン2回、東海地区選手権で最優秀投手、優秀選手各1回。
2016年10月20日、ドラフト会議で広島東洋カープから3位指名され、契約金6000万円、年俸700万円で入団した（金額は推定）。背番号は28。担当スカウトは松本有史。

### 広島時代
2017年は、1年目から開幕ローテーション入りを果たし、4月5日の対中日戦（ナゴヤドーム）でプロ入り初登板・初先発、7回途中3失点で勝敗つかず。2回目の先発となる4月12日の対読売ジャイアンツ戦（東京ドーム）で7回5失点プロ入り初勝利。しかし、本拠地デビューとなった4月19日の対横浜DeNAベイスターズ戦（マツダ）にて左肘の違和感で4回で降板、左肘内側筋筋挫傷により登録抹消。安静加療3週間との診断だったが、7月27日に左肘関節内側側副靱帯再建手術（トミー・ジョン手術）と尺骨神経剥離手術を受ける。11月8日に現状維持の推定年俸700万円で契約を更改した。
2018年は、8月8日の二軍戦に登板し実戦復帰、二軍で8試合に登板し1勝1敗防御率2.25。11月12日に50万円減の推定年俸650万円で契約を更改した。
2019年は、2年ぶりに開幕ローテーション入りを果たし、4月6日の阪神タイガース戦（マツダ）でプロ2勝目となる724日ぶりの白星を挙げた。4月13日の対DeNA戦（横浜スタジアム）では9回4安打1失点の投球でプロ入り初の完投勝利を収めた。セ・リーグの監督推薦選手として自身初のオールスターゲームに選出され、第2戦（7月13日・阪神甲子園球場）に登板し1回を無失点に抑えた。規定投球回数には到達しなかったものの、7勝を挙げた。オフに2050万円増となる推定年俸2700万円で契約を更改。12月12日、一般女性との結婚を発表した。
2020年は開幕から不調が続き、二軍落ちを経験。その後再昇格したが、シーズンでは5勝8敗と負け越した。オフに現状維持の推定年俸2700万円で契約を更改した。
2021年は開幕ローテーション入りを果たしたものの、雨天コールドとなった6月3日の日本ハム戦にて3回被安打8、5失点（自責点4）と打ち込まれ二軍落ちとなった。8月29日に一軍昇格し、同日の阪神戦で6回5安打10奪三振無失点で2勝目を挙げると、9月21日の巨人戦では6安打9奪三振でプロ初完封勝利を収めた。9月は4試合に先発して、その1完封を含む3勝1敗、月間防御率0.93の成績を残し、自身初の月間MVPに選出された。同月の月間MVPは打者部門は鈴木誠也が受賞しており、広島の選手が同時受賞するのは15年ぶりだった。オフに600万円増となる推定年俸3300万円で契約を更改した。
2022年は、開幕から先発として順調な投球を続ける。5月31日の北海道日本ハムファイターズ戦（マツダ）では8回無失点の好投を見せ、自身交流戦初勝利で、シーズン5勝目を挙げる。オールスターゲームにも3年ぶりに選出された。しかし8月3日のDeNA戦（横浜スタジアム）で打席に入った際に、ファーストゴロで一塁に走り出したところで転倒。そのまま立ち上がることが出来ずに交代し、広島市内の病院で右足関節骨折と診断され、シーズン絶望となった。17試合の登板でキャリアハイとなる8勝6敗、防御率2.84の成績を残し、契約更改では2000万円増の推定年俸5000万円で契約を更改した。
2023年は、前年のケガから順調に復帰し開幕第2戦目の東京ヤクルトスワローズ戦でシーズン初登板・初先発を果たした。シーズンを通して安定したピッチングを続け、自身初となる規定投球回に到達した。11勝（7敗）を挙げ、リーグ3位となる防御率2.19を記録。打撃の面でも1年を通し好調を維持し打率.275を記録した。チームの5年ぶりのクライマックスシリーズ進出の原動力となった。12月1日、5000万増となる推定年俸1億円で契約を更改した。
2024年は、自身初の本拠地開幕戦先発（4月2日、対ヤクルト）を任され、7回無失点9奪三振の好投を見せるも勝ちは付かなかった。登板3戦目の4月16日対DeNA戦（マツダ）でシーズン初勝利を挙げると、5月に入り4試合4勝、防御率0.94と抜群の安定感を見せ、月間MVPをチームメイトの小園海斗と共にダブル受賞した。床田にとっては2021年9月以来2度目の受賞となった。その後も開幕から18登板連続クオリティ・スタートを記録するなど快投を続け、7月31日の対DeNA戦（マツダ）でリーグ最速のシーズン10勝目到達、8月28日の対中日戦（バンデリンドーム）では自己最多タイのシーズン11勝目を記録した。しかし9月に入ると調子を崩し、9月26日の対ヤクルト戦（マツダ）では5回6失点のシーズン自己最多失点、10月2日の同じく対ヤクルト戦（神宮）では2回5失点でシーズン自己最短降板、自己ワースト更新のシーズン9敗目を喫するなど、9月以降は0勝4敗、防御率6.65と内容が急激に悪化した。最終的にはシーズン通算26登板、11勝9敗、防御率2.48の成績を残した。オフに、背番号をこの年限りで現役を退いた野村祐輔が着用していた19に変更した。12月16日に5000万円増となる推定年俸1億5000万円で契約更改。
2025年4月26日のDeNA戦（横浜スタジアム）では、猛打賞を記録し、8回2失点（自責点は0）の好投を見せるも、打線の援護なく敗戦投手となった。5月3日の中日戦で、セ・リーグでは36年ぶりとなる奪三振なしでの完封勝利を挙げ、また試合も2時間0分で終了するという珍記録を作った。

## 選手としての特徴
最速152km/hのストレートとスライダー、ツーシーム、パームボールを投げる。
バッティングに関して自身は「森下暢仁よりも打撃が良いと思っている」と語っている。2024年のオールスターゲーム第1戦ではタイラー・オースティンの代打として出場し、右前打を記録した。オールスターにおける投手の代打は10人目13度目だが、投手が代打で安打を記録するのは1968年の金田正一以来3人目であった。一軍公式戦での1試合3安打を2度記録している。

## 人物
愛称は床ちゃん、トコ。
床田と同学年で岐阜学生リーグで対戦経験豊富な吉川尚輝に、2016年全日本大学野球選手権大会で優勝した感想として「普段のリーグ戦で床田らの球を見ているので、全国のピッチャーの球が特別すごいとは思わなかったです」と言わしめた。
漫画好きであり『ダイヤのA』を愛読している。ボウリングのベストスコアは276。取材担当者によると、飾らない人柄かつ関西出身らしくユーモアがあり、前述のようなプライベートも気さくに語る。一方で野球談義に熱く、チームメイトの島内颯太郎や遠藤淳志は、常に的確で細やかな助言をしてくれると評価している。
女子プロレスラーの翔月なつみは従姉妹にあたる。
兄は大阪でパーソナルジムや飲食店等を営む経営者で、YouTubeチャンネル「あめんぼぷらす」の動画に出演している。
2024年6月11日の埼玉西武ライオンズ戦にて、8回1失点と好投し勝利投手となった床田は、試合後のインタビューにて前年までのチームメイトかつ現役ドラフトで西武へ移籍した中村祐太について言及。自軍のファンへ向け感謝を述べた後、「西武ファンの皆さん、中村祐太をよろしくお願いします」と呼び掛け、両軍ファンから歓声を受けた。

## 詳細情報

### 年度別投手成績
| 年 度     | 球 団     | 登 板 | 先 発 | 完 投 | 完 封 | 無 四 球 | 勝 利 | 敗 戦 | セ 丨 ブ | ホ 丨 ル ド | 勝 率 | 打 者 | 投 球 回 | 被 安 打 | 被 本 塁 打 | 与 四 球 | 敬 遠 | 与 死 球 | 奪 三 振 | 暴 投 | ボ 丨 ク | 失 点 | 自 責 点 | 防 御 率 | W H I P |
| --------- | --------- | ----- | ----- | ----- | ----- | -------- | ----- | ----- | -------- | ----------- | ----- | ----- | -------- | -------- | ----------- | -------- | ----- | -------- | -------- | ----- | -------- | ----- | -------- | -------- | ------- |
| 2017      | 広島      | 3     | 3     | 0     | 0     | 0        | 1     | 1     | 0        | 0           | .500  | 71    | 17.1     | 16       | 2           | 3        | 0     | 0        | 16       | 0     | 0        | 10    | 10       | 5.19     | 1.10    |
| 2019      | 広島      | 25    | 24    | 1     | 0     | 0        | 7     | 6     | 0        | 0           | .538  | 590   | 139.2    | 131      | 17          | 48       | 3     | 5        | 101      | 2     | 0        | 54    | 46       | 2.96     | 1.28    |
| 2020      | 広島      | 15    | 15    | 0     | 0     | 0        | 5     | 8     | 0        | 0           | .385  | 343   | 76.2     | 101      | 10          | 23       | 0     | 0        | 56       | 1     | 0        | 51    | 42       | 4.93     | 1.62    |
| 2021      | 広島      | 16    | 15    | 1     | 1     | 0        | 5     | 4     | 0        | 1           | .556  | 374   | 87.1     | 91       | 5           | 24       | 0     | 2        | 80       | 1     | 0        | 32    | 31       | 3.19     | 1.32    |
| 2022      | 広島      | 17    | 17    | 1     | 1     | 0        | 8     | 6     | 0        | 0           | .571  | 446   | 114.0    | 87       | 10          | 28       | 2     | 4        | 74       | 2     | 1        | 36    | 36       | 2.84     | 1.01    |
| 2023      | 広島      | 24    | 23    | 2     | 2     | 0        | 11    | 7     | 0        | 0           | .611  | 636   | 156.0    | 144      | 13          | 28       | 1     | 5        | 86       | 3     | 0        | 46    | 38       | 2.19     | 1.10    |
| 2024      | 広島      | 26    | 26    | 0     | 0     | 0        | 11    | 9     | 0        | 0           | .550  | 693   | 167.0    | 170      | 9           | 48       | 4     | 4        | 95       | 0     | 0        | 52    | 46       | 2.48     | 1.31    |
| 通算：7年 | 通算：7年 | 126   | 123   | 5     | 4     | 0        | 48    | 41    | 0        | 1           | .539  | 3153  | 758.0    | 740      | 66          | 202      | 10    | 20       | 508      | 9     | 1        | 281   | 249      | 2.96     | 1.24    |

- 2024年度シーズン終了時
- 各年度の太字はリーグ最高

### 年度別守備成績
| 年 度 | 球 団 | 投手  | 投手  | 投手  | 投手  | 投手  | 投手     |
| 年 度 | 球 団 | 試 合 | 刺 殺 | 補 殺 | 失 策 | 併 殺 | 守 備 率 |
| ----- | ----- | ----- | ----- | ----- | ----- | ----- | -------- |
| 2017  | 広島  | 3     | 3     | 3     | 0     | 0     | 1.000    |
| 2019  | 広島  | 25    | 17    | 39    | 1     | 4     | .982     |
| 2020  | 広島  | 15    | 4     | 11    | 2     | 0     | .882     |
| 2021  | 広島  | 16    | 4     | 17    | 0     | 1     | 1.000    |
| 2022  | 広島  | 17    | 6     | 24    | 1     | 3     | .968     |
| 2023  | 広島  | 24    | 12    | 32    | 1     | 5     | .978     |
| 2024  | 広島  | 26    | 11    | 34    | 2     | 4     | .957     |
| 通算  | 通算  | 126   | 57    | 160   | 7     | 17    | .969     |

- 2024年度シーズン終了時
- 各年度の太字はリーグ最高

### 表彰
- 月間MVP：2回（投手部門：2021年9月[58]、2024年5月[59]）
- スピードアップ賞：1回（投手部門：2023年）

### 記録
初記録
投手記録
- 初登板・初先発登板：2017年4月5日、対中日ドラゴンズ2回戦（ナゴヤドーム）、6回1/3を3失点で勝敗つかず
- 初奪三振：同上、1回裏に堂上直倫から空振り三振
- 初勝利・初先発勝利：2017年4月12日、対読売ジャイアンツ2回戦（東京ドーム）、7回5失点
- 初完投・初完投勝利：2019年4月13日、対横浜DeNAベイスターズ2回戦（横浜スタジアム）、9回1失点
- 初完封勝利：2021年9月21日、対読売ジャイアンツ19回戦（MAZDA Zoom-Zoom スタジアム広島）、9回無失点

打撃記録
- 初打席：2017年4月5日、対中日ドラゴンズ2回戦（ナゴヤドーム）、3回表に出場、八木智哉から遊ゴロ
- 初安打：2019年6月30日、対横浜DeNAベイスターズ12回戦（横浜スタジアム）、3回表に井納翔一から中前安打
- 初打点：2019年9月5日、対東京ヤクルトスワローズ23回戦（明治神宮野球場）、6回表に高梨裕稔から右越適時二塁打

その他の記録
- オールスターゲーム出場：3回（2019年、2022年、2024年）
- 奪三振0で完封勝利：2025年5月3日、対中日ドラゴンズ7回戦（MAZDA Zoom-Zoom  スタジアム広島）、9回無失点※セ・リーグ36年ぶり、広島球団では43年ぶり5人目[60]

### 背番号
- 28（2017年[5] - 2024年）
- 19（2025年[40] - ）